# NGC 5133
NGC 5133 é uma galáxia elíptica (E-S0) localizada na direcção da constelação de Virgo. Possui uma declinação de -04° 04' 55" e uma ascensão recta de 13 horas, 24 minutos e 52,9 segundos.
A galáxia NGC 5133 foi descoberta em 23 de Abril de 1881 por Édouard Jean-Marie Stephan.